# طیف‌سنجی فلورسانس پرتو ایکس

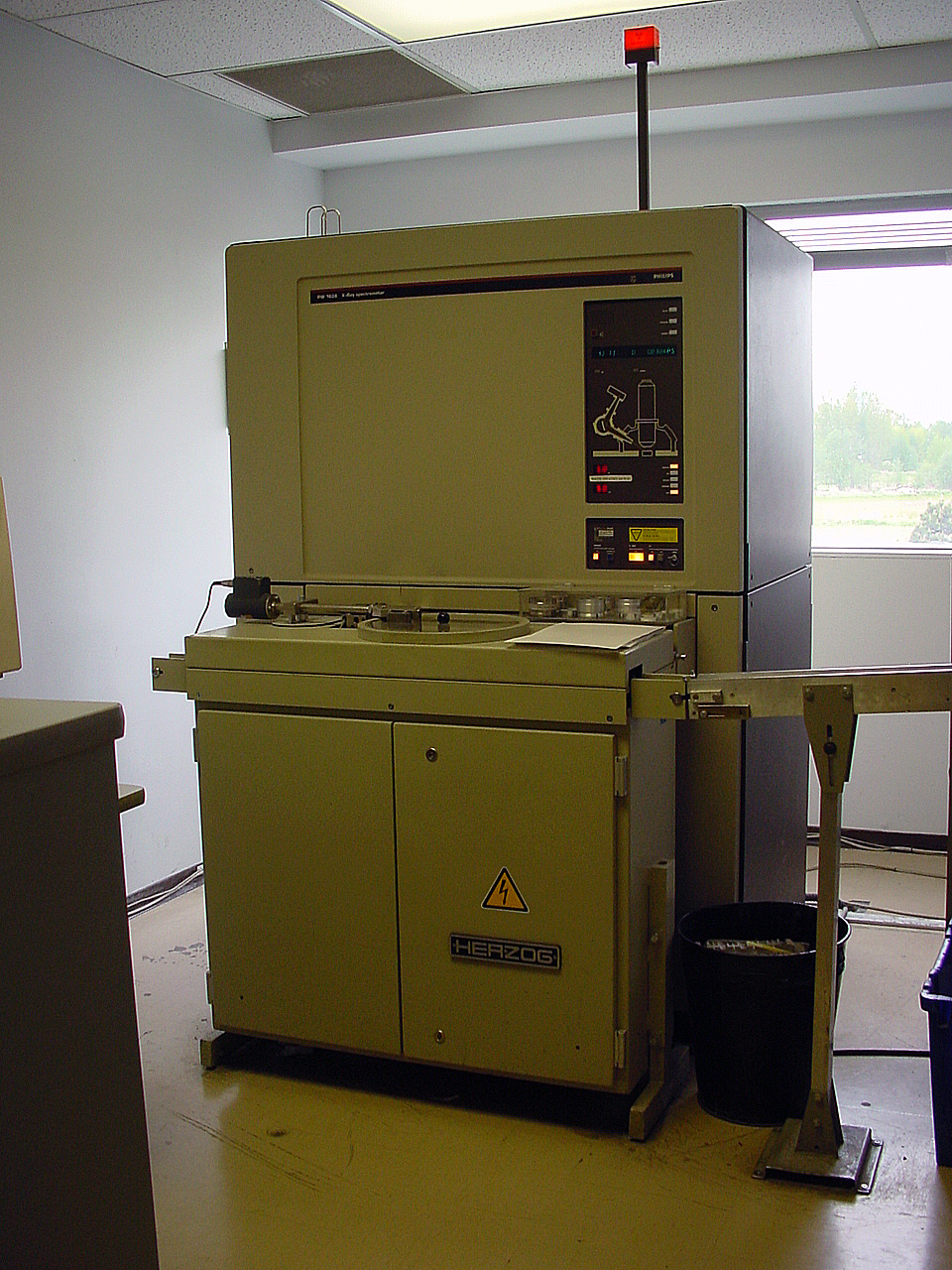
طیف‌سنج فلورسانس پرتو ایکس Philips PW1606 در آزمایشگاه کنترل کیفیت کارخانهٔ سیمان

طیف‌سنجی فلورسانس پرتو ایکس (X-ray Fluorescence Spectroscopy) با نام متداول XRF، یک تکنیک آنالیز عنصری است که کاربرد گسترده‌ای در تحقیقات و صنعت دارد. امکان آنالیز کمی و کیفی عنصری (از سدیم تا اورانیوم) با این روش وجود دارد. به علت سهولت نسبی آماده‌سازی نمونه، هزینهٔ آنالیزی مناسب، پایداری و کاربری آسان، انجام آنالیز کمی و کیفی، این روش یکی از روش‌های اصلی برای آنالیز عناصر اصلی (Major) و جرئی (Trace) نمونه‌های معدنی است.
این پدیده به‌طور گسترده برای تجزیه و تحلیل عناصر و آنالیز شیمیایی به ویژه در بررسی فلزات، شیشه، سرامیک، مصالح ساختمانی و همچنین تحقیق در زمینهٔ ژئوشیمی، علوم پزشکی قانونی، باستان‌شناسی و اشیاء هنری مانند نقاشی و نقاشی دیواری استفاده می‌شود.